# 藤木あけみ
藤木 あけみ（ふじき あけみ、1988年11月14日 - ）は、日本の歌手。神奈川県出身。エーミュージック所属。

## 来歴
7歳の頃から歌とピアノの訓練に励む。また、それと並行してバレエ、ジャズダンス、タップダンスも学ぶ。
高校生の頃にプロになることを意識し始める。音楽大学在学中、ジュニアクラシック音楽コンクールにて奨励賞を受賞する。
大学を卒業後、一時期ソプラノ歌手としても活動するが、2013年にポップスへ転向する。

## 略歴
- 2013年春、藤田隆二（Le Couple）のプロデュースでポップスへ転向。
- 2014年5月、ファーストアルバム『A Shy Diva』が発売。
- 2014年、藤木の「抱きしめた」が米国アカデミー賞公認国際短編映画祭ショートショートフィルムフェスティバルミュージックshort部門にノミネートされ、大鶴義丹監督映画『夫婦喧嘩は猫も食べない』の主題歌に採用される[1]。
- イベント12月[いつ?]ミライノチカラ
- 2015年島根さだよし監督映画『コンチエ』主題歌、出演 主題歌
- 2015年ハヤト丸監督映画『マッドガール』エンディングテーマを担当

## ディスコグラフィ
- A Shy Diva（2014年5月11日、StellaRecords）